# Мастит
Мастит (от греч. μαστός — «сосок», «грудь»), грудница — воспаление молочной железы. У женщин, главным образом первородящих, наблюдается в период кормления ребёнка, однако может развиться и перед родами, а также вне зависимости от беременности и родов, реже встречается у девушек. Различают послеродовой или лактационный мастит (у кормящих матерей) и фиброзно-кистозный мастит (не связан с кормлением грудью). Особую форму мастита представляет так называемая грудница новорождённых — нагрубание у новорождённого молочных желёз (независимо от пола младенца), связанное с переходом лактогенных гормонов из крови матери.

## Течение мастита
Течение мастита острое, реже — хроническое.

## Причины мастита
Основные причины — застой молока, плохое опорожнение железы при кормлении, трещины соска. Попадая в такие условия, микробы, проникающие по лимфатическим путям и молочным ходам в железу, вызывают её воспаление. Возбудитель — стафилококк, стрептококк и некоторые другие — проникает в железу изо рта ребёнка, через загрязнённое бельё, при несоблюдении гигиенических правил ухода за молочной железой в период беременности и кормления. Наиболее частая причина возникновения трещин сосков — неправильное прикладывание ребёнка к груди.

### Факторы риска
Мастит обычно развивается, когда молоко не удаляется из груди должным образом. Застой молока может привести к закупорке молочных протоков в груди, поскольку грудное молоко не сцеживается должным образом и регулярно. Было также высказано предположение, что закупорка молочных протоков может возникать в результате давления на грудь, например, из-за обтягивающей одежды или чрезмерно ограничивающего бюстгальтера, хотя доказательств в пользу этого предположения мало. Мастит может возникнуть, когда ребёнок не прикладывается к груди надлежащим образом во время кормления, когда ребёнок нечасто ест или имеет проблемы с высасыванием молока из груди.
Наличие трещин или язвочек на сосках увеличивает вероятность заражения. Тесная одежда или плохо сидящие бюстгальтеры также могут вызвать проблемы, поскольку они сжимают грудь. Существует вероятность того, что младенцы, несущие в носу инфекционные патогены, могут заразить своих матерей, но клиническое значение этого открытия до сих пор неизвестно.

## Признаки мастита
Признаками мастита являются уплотнение (нагрубание) железы, покраснение кожи, распирающая боль, повышение температуры. При прогрессировании воспаления железа увеличивается, кожа становится напряжённой, горячей на ощупь. Образование абсцесса под кожей, в толще железы или позади неё, характеризуется размягчением уплотнения (инфильтрата), повышением температуры тела, кормление становится резко болезненным, к молоку иногда примешивается гной. Ограничение или прекращение кормления усугубляет воспаление. При пониженной сопротивляемости или при несвоевременном и нерациональном лечении процесс может приобрести флегмонозный и даже гангренозный характер.
Мастит, как и абсцесс груди, также может быть вызван прямой травмой груди. Такая травма может произойти, например, во время занятий спортом или из-за травмы ремня безопасности.
Мастит также может развиться из-за загрязнения грудного имплантата или любого другого инородного тела, например, после пирсинга соска. В таких случаях нужно провести удаление инородного тела.
Женщины, кормящие грудью, подвержены риску развития мастита, особенно если у них болят или потрескались соски или если они уже перенесли мастит во время кормления грудью другого ребёнка. Кроме того, шансы на получение мастита увеличивается, если женщины используют только одну позицию для кормления груди или носят облегающий бюстгальтер, который может ограничить поток молока.
Женщины с диабетом, хроническими заболеваниями, СПИДом или ослабленной иммунной системой могут быть более восприимчивы к развитию мастита.

## Послеродовой мастит
Послеродовой мастит встречается у 2—11 % женщин, кормящих грудью. Однако, точность этих данных сомнительна, так как некоторые эксперты включают в эти цифры лактостаз, а многие женщины не обращаются к врачам. Основной возбудитель послеродового мастита — Staphylococcus aureus, который обнаруживается в 60—80 % случаев. Реже другие микроорганизмы, такие как стрептококки A и B, бактероиды и кишечная палочка. Если развивается абсцесс, то в этой ситуации чаще выделяют анаэробную микрофлору, хотя стафилококки всё равно остаются наиболее распространёнными возбудителями.

## Лечение
В начальной стадии — холод на железу в промежутках между кормлениями, полное опорожнение железы от молока (частые прикладывания ребёнка к больной груди, необходимо следить за правильностью прикладывания, при необходимости — дополнительное тщательное сцеживание молока). Иногда могут потребоваться антибиотики, новокаиновая блокада. При нагноении — вскрытие гнойника; при этом кормление поражённой грудью временно прекращают, если из протоков выделяется гной; молоко сцеживают молокоотсосом. После того, как гной перестаёт выделяться, кормление больной грудью возобновляют.

## Профилактика
Правильное прикладывание ребёнка к груди, кормление грудью по требованию, а не по режиму. Нельзя ограничивать частоту и/или длительность кормлений. При образовании трещин — их лечение, обязательное исправление прикладывания. 

Если ребёнок здоров и активно сосёт — нет необходимости в дополнительном сцеживании молока после кормления, так как это может привести к избыточной выработке молока и образованию застоев. Тщательное соблюдение правил кормления ребёнка (чистота рук матери, правильное прикладывание к груди: ребёнок должен полностью захватывать сосок вместе с околососковым кружком).